# Estação Cosme e Damião
A Estação Cosme e Damião é uma das estações do Metrô do Recife, situada em Recife no bairro da Várzea, na comunidade loteamento Cosme e Damião, entre a Estação Rodoviária e a Estação Camaragibe.
Foi inaugurada em 2013 e atende a moradores e trabalhadores do Loteamento Santos Cosme e Damião, situado no território do bairro da Várzea, e ao bairro homônimo do município vizinho de Camaragibe. É a estação mais próxima da Arena Pernambuco, e por causa disso ela também atende a torcedores da Arena.

## Tempos de Viagem
Até a Estação Rodoviária: 3 minutos
Até a Estação Camaragibe: 1 minuto
Até a Estação Recife: 43 minutos

## Terminal Integrado (SEI)
A estação faz integração com uma linha de ônibus, operada pela Mobi Brasil:
- 2459 - TI Cosme e Damião / TI Caxangá (Via Camaragibe e Via Bairro dos Estados)

Ocasionalmente, em dias de eventos na Arena de Pernambuco:
- 047 - TI Cosme e Damião / Arena